# Chyrkasy (szynierposinskoje sielskoje posielenije)
Chyrkasy (ros. Хыркасы) – wieś (dieriewnia) w Rosji, w Czuwaszji, w rejonie czeboksarskim. W 2010 liczyła 360 mieszkańców.